# Jörg Huber
Jörg Huber (geb. vor 1495; gest. nach 1509) war ein Bildhauer und -schnitzer der Spätgotik, der vermutlich aus Passau stammte. Spätestens 1495 kam er nach Krakau, wo er zunächst für den in jenem Jahr verstorbenen  Maler Lucas (Molner) arbeitete und 1496 das Bürgerrecht erhielt. 1503 war er Ältester der Malerzunft. Als Bildhauer arbeitete er wahrscheinlich oft mit Veit Stoß und dessen Sohn Stanislaus Stoß zusammen. Diskutiert wird auch eine Tätigkeit Hubers für die Kriechbaum-Werkstatt in Passau. Schließlich löste er seine Werkstatt in Krakau auf und verließ die Stadt mit unbekanntem Ziel. Zuletzt ist Huber 1509 nachgewiesen.

## Schaffen
Von den Werken Jörg Huber sind erhalten:
- Baldachin des Grabmals von König Kasimir IV. Andreas in der Krakauer Heilig-Kreuz-Kapelle der Wawel-Kathedrale. Dieses Werk wurde von Huber signiert und ist ihm dadurch als einziges sicher zuordenbar, weitere wurden ihm nur zugeschrieben.[1]
- Grabmal von König Johann I. in der Krakauer Johann-Kapelle der Wawel-Kathedrale
- Grabmal des Bischofs Peter von Bnin in der Leslauer Kathedrale
- Grabmal des Erzbischofs und Primas Zbigniew Oleśnicki in der Gnesener Erzkathedrale
- Triptychon im Glockenturm der Krakauer Wawel-Kathedrale